# Тім Берк
Тім Берк (англ. Timothy (Tim) Burke; нар. 3 лютого 1982, Пол-Смітс, США) — американський біатлоніст, срібний призер чемпіонату світу з біатлону 2013 року в індивідуальній гонці, призер етапів Кубка світу з біатлону, учасник олімпійських ігор 2006 та 2010 років.

## Виступи на Олімпійських іграх
| Рік  | Місце проведення | ІН | СП | ПЕ | МС | ЕС |
| ---- | ---------------- | -- | -- | -- | -- | -- |
| 2006 | Турин            | 58 | 35 | 36 | —  | 9  |
| 2010 | Ванкувер         | 45 | 47 | 46 | 18 | 13 |

## Виступи на Чемпіонатах світу
| Рік  | Місце проведення     | ІН | СП | ПЕ | МС | ЕС |
| ---- | -------------------- | -- | -- | -- | -- | -- |
| 2004 | Обергоф              | 61 | 71 | —  | —  | 18 |
| 2005 | Гохфільцен           | 63 | 66 | —  | —  | —  |
| 2007 | Антерсельва          | 7  | 35 | 32 | 24 | 9  |
| 2008 | Естерсунд            | 29 | 9  | 10 | 25 | 15 |
| 2009 | Пхьончхан            | 14 | 11 | 21 | 28 | 21 |
| 2011 | Ханти-Мансійськ      | 30 | 31 | 30 | —  | 6  |
| 2012 | Рупольдінг           | 56 | 10 | 28 | 23 | 10 |
| 2013 | Нове Место-на-Мораві | 2  | 28 | 32 | 30 | 12 |

## Загальний залік Кубку світу
- 2006–2007 — 25-е місце
- 2007–2008 — 29-е місце
- 2008–2009 — 25-е місце
- 2009–2010 — 14-е місце
- 2010–2011 — 45-е місце
- 2011–2012 — 20-е місце

## Виступи на Чемпіонатах Європи
| Рік  | Місце проведення | ІН | СП | ПЕ | МС | ЕС |
| ---- | ---------------- | -- | -- | -- | -- | -- |
| 2000 | Закопане         | 40 | 29 | 26 | —  | 8  |
| 2001 | Оте-Мор'єн       | 13 | 14 | 8  | —  | 5  |

## Виступи на Чемпіонатах світу серед юніорів
| Рік  | Місце проведення | ІН | СП | ПЕ  | МС | ЕС |
| ---- | ---------------- | -- | -- | --- | -- | -- |
| 2000 | Гохфільцен       | 50 | 68 | —   | —  | 6  |
| 2001 | Ханти-Мансійськ  | 48 | 42 | 44  | —  | 12 |
| 2002 | Валь-Ріданна     | 31 | 16 | 11  | —  | 6  |
| 2003 | Костеліско       | 21 | 44 | DNS | —  | 12 |